# Кожа, в которой я живу
«Ко́жа, в кото́рой я живу́» (исп. La piel que habito) — испанский психологический триллер режиссёра Педро Альмодовара, снятый по мотивам бульварной повести ужасов «Тарантул» Тьерри Жонке. Премьера фильма состоялась в основном конкурсе Каннского кинофестиваля 19 мая 2011 года. Главные роли исполнили Антонио Бандерас (не снимавшийся у Альмодовара 20 лет) и Елена Анайя.

## Сюжет
Действия фильма происходят в Толедо, в «Эль Сигаррал», в будущем (в 2012 году) в  особняке на окраине города, где есть лаборатория и операционная.
Всемирно известный хирург Роберт Ледгард (Антонио Бандерас) открыл секрет создания искусственной человеческой кожи. Он уверяет своих коллег, что производит эксперименты на мышах, однако тайно держит взаперти в своём загородном доме молодую женщину по имени Вера (Елена Анайя), которая и является основным объектом его экспериментов. В отсутствие доктора за Верой присматривает престарелая служанка Марилия (Мариса Паредес).
Однажды в отсутствие доктора в дом является блудный сын Марилии, Сека, в карнавальном костюме тигра. Он ранее ограбил ювелирный магазин и просит свою мать спрятать его от полиции. Сека, увидев по камере наблюдения Веру, связывает Марилию, врывается в комнату к Вере и насилует её. В это время в дом возвращается Роберт, совершает самосуд и убивает Секу.
Далее Марилия рассказывает Вере о том, что у Роберта была красавица жена и дочь, что его жена сбежала с Сека, и они попали в аварию. Сека успел убежать, а жена Роберта осталась в живых, спасенная Робом, но была сильно изуродована. Однажды, увидев свое изуродованное отражение в стекле, она прыгает из окна, на глазах у их общей с Робертом дочери, Нормиты.
Роберт вступает в отношения с Верой и ему снится та ночь, в которую его дочь изнасиловали. А Вера вспоминает свою историю, как она попала в руки Роберта.
Оказывается, что Вера — это парень по имени Висенте, который был сыном владелицы магазина женской одежды.
Он идёт с друзьями на свадьбу в особняк, в котором были Роберт и его дочь Нормита. Нормита лечилась от затяжной депрессии и только начинала общаться со сверстниками. Норма и Висенте знакомятся, и последний попытался её изнасиловать, но Норма сопротивляется, и Висенте, испугавшись, дает ей пощечину и убегает. Роберт находит Норму без сознания.
Очнувшись, Норма начинает пугаться Роберта, так как у неё окончательно расшатана психика и она идентифицирует своего отца как насильника. После этого Роберт похищает Висенте и держит его взаперти. Потом Норма покончила с собой. Роберт проводит над Висенте хирургические операции. Проводит над ним эксперименты по смене кожи, в конце "превратив" его в женщину.
Он говорит, что теперь не может называть его Висенте и называет Верой.
Впоследствии Роберт говорит Вере, что больше не держит её взаперти и отправляет на шопинг с Марилией. После этого к Роберту приходит его друг, с которым они проводили Висенте операцию, и угрожает первому, показав газету, в которой написано, что мать Висенте до сих пор ищет своего сына. Роберт начинает угрожать ему пистолетом, но приходит Вера и говорит его другу, что она сама этого захотела и что она всегда была женщиной. Друг Роберта уходит.
Ночью Вера берет пистолет и убивает Роберта и Марилию. После этого Вера идет в магазин к своей матери, где называет себя Висенте.

## В ролях
| Актёр            | Роль           |
| ---------------- | -------------- |
| Антонио Бандерас | Роберт Ледгард |
| Елена Анайя      | Вера Крус      |
| Мариса Паредес   | Марилия        |
| Хан Корнет       | Висенте        |
| Бланка Суарес    | Норма Ледгард  |
| Роберто Аламо    | Сека           |
| Эдуард Фернандес | Фульхенсио     |
| Суси Санчес      | мать Висенте   |
| Барбара Ленни    | Кристина       |

## Содержание
Режиссёр просил рецензентов не раскрывать сюжет фильма, чтобы не портить зрителям удовольствие от просмотра. Как и затрагивающая сходные темы «Тристана» Луиса Бунюэля, «Кожа» неразрывно связана с городом Толедо, однако не прошлого, а будущего — образца 2012 года. Многие элементы фабулы также находят параллели в более ранних лентах самого Альмодовара — таких, как «Кика», «Свяжи меня!» и «Закон желания», а также в одном из его любимых фильмов, «Глаза без лица» Франжю.
Как и в этих работах, главный герой в исполнении Бандераса (новоявленный Франкенштейн, гений-психопат в области пластической хирургии) пытается приспособить реальность к своим желаниям, а именно — создать физически идеальную любовницу, своего рода живую куклу, не считаясь с её волей и потребностями. Однако расплата в этом случае неизбежна. Через прихотливые флэшбеки перед зрителем шаг за шагом встаёт нуаровая подоплёка действий главного героя.
По словам режиссёра, основная мысль фильма состоит в том, что современная наука может сделать с телом человека всё, что угодно, но она не способна изменить его сознание, дух, гендер. Тело, равно как и пол, выступает не более чем оболочкой, «кожей, в которой мы живём».

## Съёмки
Впервые Альмодовар анонсировал проект фильма в 2002 году. Изначально планировалось, что главные роли сыграют Антонио Бандерас и Пенелопа Крус. Именно Альмодовар в своё время прославил Бандераса, и считается, что именно роль в «Свяжи меня!» (1990) позволила актёру перебраться в Голливуд. Сделав два фильма с Крус в главной роли, Альмодовар предложил главную роль в «Коже» Елене Анайе, которая ранее появлялась в одном из эпизодов фильма «Поговори с ней».
Бюджет фильма составил 10 миллионов евро. Съёмки начались 23 августа 2010 года и продолжались в течение четырёх месяцев. Они проходили в городах Сантьяго-де-Компостела, Мадриде, Ла-Эстрада, а также в окрестностях Толедо. Премьера фильма состоялась на Каннском кинофестивале 19 мая 2011 года. В российский прокат фильм вышел 22 сентября 2011 года.

## Награды и номинации
- 2011 — участие в основном конкурсе Каннского кинофестиваля.
- 2011 — номинация на Премию британского независимого кино за лучший зарубежный независимый фильм.
- 2011 — две номинации на премию European Film Awards: лучший композитор (Альберто Иглесиас) и лучшая работа художника (Антон Гомес).
- 2012 — номинация на премию «Золотой глобус» за лучший фильм на иностранном языке.
- 2012 — премия BAFTA за лучший фильм на иностранном языке[13].
- 2012 — 4 премии «Гойя»: лучшая женская роль (Елена Анайя), лучший новый актёр (Хан Корнет), лучшая музыка (Альберто Иглесиас), лучший грим (Кармеле Солер, Дэвид Марти, Маноло Карретеро)[14].
- 2012 — премия «Сатурн» за лучший фильм на иностранном языке.